# Ora o mai più (album)
Ora o mai più è il primo album in studio del DJ producer italiano Don Joe, pubblicato il 5 maggio 2015 dalla Universal Music Group.

## Concezione
Registrato per un periodo di sei mesi, Ora o mai più è caratterizzato dalla partecipazione vocale di artisti appartenenti o meno alla scena hip hop italiana: hanno collaborato con Don Joe rapper come J-Ax e Emis Killa, ma anche cantanti come Francesca Michielin e Giuliano Sangiorgi dei Negramaro.

Dal lato musicale, l'album risulta più influenzato dalla musica pop che dall'hip hop, genere largamente impiegato nelle produzioni con i Club Dogo e nell'album Thori & Rocce. Al riguardo, lo stesso produttore ha spiegato:

## Promozione
La pubblicazione di Ora o mai più è stata anticipata dall'uscita dell'omonimo singolo, realizzato con Emma Marrone e distribuito digitalmente a partire dal 17 aprile 2015. Per esso è stato successivamente realizzato un video musicale, presentato in anteprima il 22 maggio attraverso il sito del Corriere della Sera.
Il 6 maggio dello stesso anno è stato invece pubblicato attraverso il profilo Vevo di Don Joe il video per il brano conclusivo Status Symbol, che ha visto la partecipazione degli altri due componenti dei Club Dogo, Guè e Jake La Furia. Il 3 luglio è entrato in rotazione radiofonica il secondo singolo Come guarda una donna, che ha visto la partecipazione vocale di Giuliano Palma.

## Tracce
1. Le nostre ali (feat. Francesca Michielin) – 3:29
2. Come guarda una donna (feat. Giuliano Palma) – 3:01
3. Ora o mai più (feat. Emma) – 3:24
4. Peggio di te (feat. J-Ax) – 3:42
5. Non c'è il cielo (feat. Giuliano Sangiorgi) – 3:46
6. Tutto apposto (feat. Maruego) – 2:33
7. Ti piaccia o no (feat. Emis Killa) – 3:10
8. Come fosse ieri (feat. Julia) – 3:29
9. Woodstock (feat. Clementino & Rocco Hunt) – 3:08
10. Status Symbol (feat. Club Dogo) – 3:08

## Classifiche
| Classifica (2015) | Posizione massima |
| ----------------- | ----------------- |
| Italia            | 12                |